# Розвантажувальний жилет
Розвантажувальний жилет — елемент професійного одягу, призначений для зручного носіння великої кількості дрібних речей (військовослужбовець, турист тощо) або/і для зниження навантаження на хребет при підйомі/перенесенні вантажу (вантажник, будівельник тощо).
Перший має вигляд жилета з великою кількістю різноманітних кишень і/чи модульних систем кріплення, другий — має вигляд корсета і може створюватися з використанням каркаса (елементів каркаса).

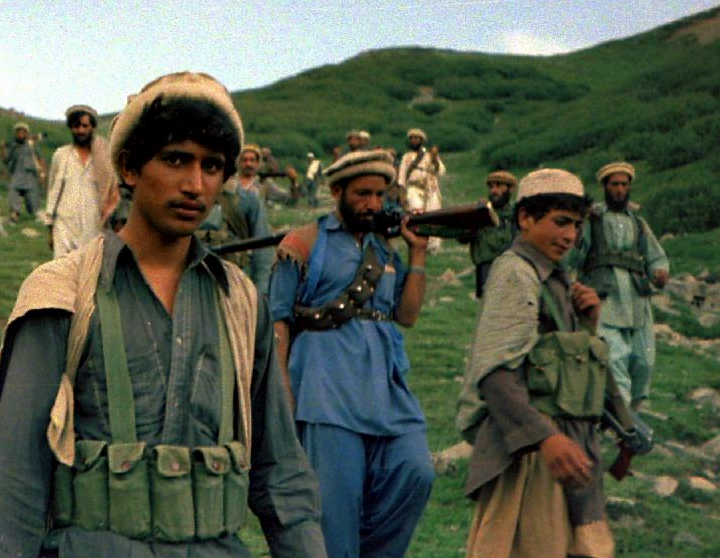
Душмани переходять афгано-пакистанський кордон, 1985 рік, у крайнього праворуч Чі-ком.

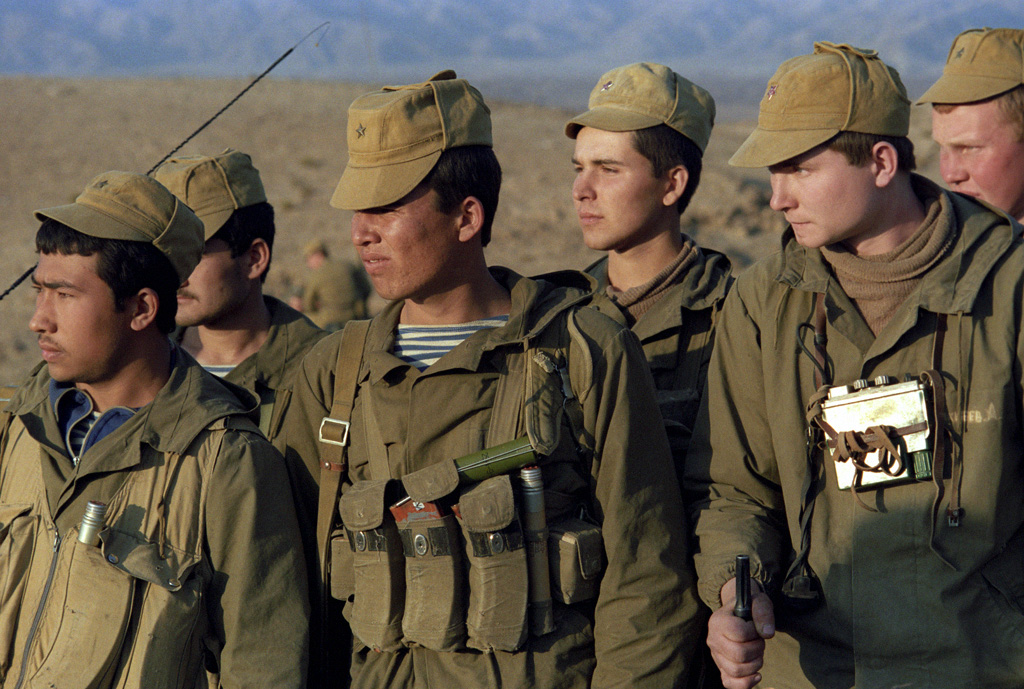
Група спеціального призначення після виконання бойового завдання, ОКСВА, 18 лютого 1988 року, видно розвантажувальні нагрудники «Пояс-А», у просторіччі «розвантажка» («ліфчик»)

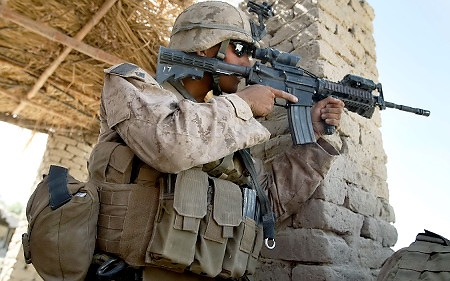
Морський піхотинець Збройних сил США в Афганістані, 2 липня 2009 року

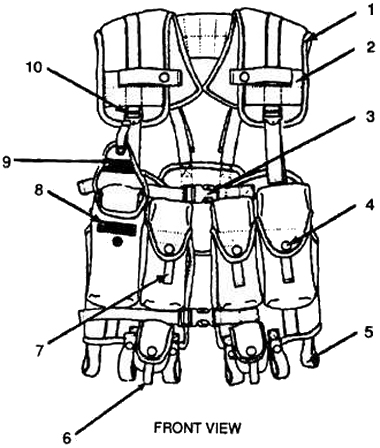
IIFS, у перекладі індивідуальна інтегрована бойова система, варіант для стрільця.

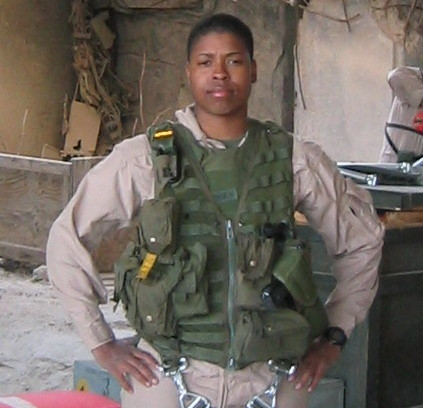
Розвантажувальний жилет із стрічками дозволяє самостійно комплектувати кишенями і сумками.

Розвантажувальний жилет військового екіпірування (тактичний жилет) — елемент спорядження військовослужбовців, в основному стрільців піхоти (і її різновидів — повітряно-десантні війська, морська піхота).
Є жилетом з великою кількістю спеціальних кишень або кріплень. Призначений для комфортного носіння зброї, магазинів до неї, гранат, фляги, медичного пакету, аптечки і тому подібного, та зручного витягання їх для застосування.

## Історія

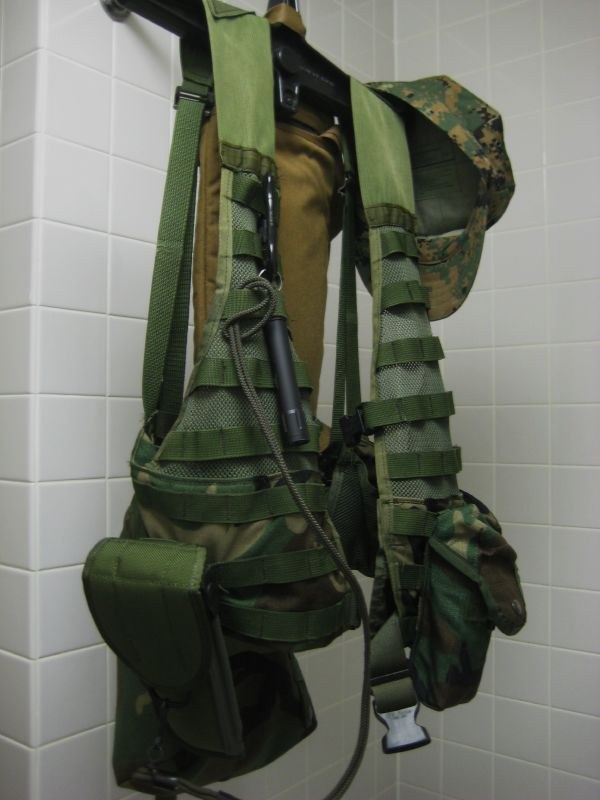
РПС, 2007 рік

Попередником розвантажувального жилета була ремінно-плечева система (РПС або розм. «рос. розгрузка»), яку використовували у 1-у Світову Війну — пояс із шлейками через плечі, та підсумками.

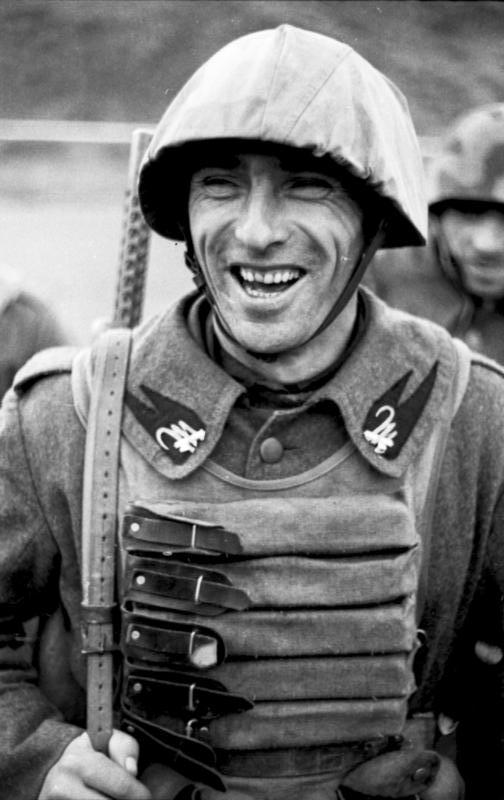
Італійський солдат з розвантажувальним жилетом з горизонтальними кишенями

Конструкцію вдосконалювали, паралельно появився розвантажувальний жилет. Одними з перших розвантажувальні жилети почали використати повітряно-десантні війська Італії. Для парашутистів було розроблено декілька варіантів жилетів, які надівали через голову і зашпиляли з боків. Жилети для парашутистів-автоматників мали чотири (або сім) горизонтальні сумки для магазинів до пістолета-кулемета Beretta MAB 38, нашитих на грудях. Ще один варіант жилета вже в 1942 році почали виготовляти для парашутистів-саперів, які входили до складу штурмових груп (замість прямокутних підсумків для автоматних магазинів на грудях цих жилетів нашивали квадратні кишені для розміщення підривних зарядів, детонаторів і інструменту).
У італійській морській піхоті вже в 1942 році використали ще один варіант жилета — з горизонтальним розміщенням кишень для 7 магазинів до пістолета-кулемета Beretta MAB 38 на грудях і додатковими кишенями на спині.
В Англії було розроблено жилет для командос (Battle Jerkin).
У США спеціально для висадки у Нормандії розробили і прийняли на постачання «штурмовий жилет» для рейнджерів. Виготовлявся він з міцної бавовняної тканини і мав вісім містких кишень. Приталений крій цього жилета дозволяв бігати і повзати значно вільніше, ніж з «гірляндами» безлічі сумок. На спині жилета була велика кишеня, рівна за об'ємом піхотному ранцю.
Після другої світової війни жилети застосовувалися у британській САС і деяких інших спеціальних підрозділах. Але вони не набули по-справжньому широкого поширення.
Під час війни у В'єтнамі розвантажувальні жилети широко використовувалися партизанами НФЗПВ і підрозділами В'єтнамської народної армії, найбільше поширення отримав розроблений у КНР брезентовий жилет «тип 58», що мав кишені на три магазини АК і 4 гранати типу Ф-1 (хоча в загонах НФЗПВ зустрічалися жилети іншої конструкції — на чотири або п'ять автоматних магазини). Такі жилети у деяких випадках могли захистити від ударів холодною зброєю, попадання випадкових осколків і навіть куль — на місці одного з бойових зіткнень військовослужбовцями США було знайдено тіло в'єтнамця в розвантажувальному жилеті, металеві магазини до автомата Калашникова зупинили дві 5,56-мм автоматні кулі.
Ці жилети широко використовувалися у багатьох локальних війнах XX століття. На початку 1980-х років жилети потрапили і в Афганістан разом з китайськими АК до душманів, де отримали визнання у окремих радянських військовослужбовців, у зв'язку з незручністю носіння РПС (ремінно-плечова система (англ. Load Bearing Equipment)) або відсутністю такої. Дехто оцінив китайські розвантажувальні нагрудники, їх вважали за кращі, ніж радянське спорядження (РПС), і стали активно використовувати як трофейні «Чи-Ком», так і самостійно зшиті. Невідомо, чи послужив «Чи-Ком» прообразом радянського нагрудника Пояс-А. Можливо, тоді ж і народився вираз «армійський ліфчик».
У кінці 1980-х років армія США прийняла на постачання розроблений жилет Load-Bearing Vest M-1988, який замінив РПС ALICE. Його було розроблено у рамках концепції — система особистої екіпіровки піхотинця Individual Integrated Fighting System, або IIFS, в перекладі — Індивідуальна Інтегрована Бойова Система.
Основа системи IIFS — тактичний розвантажувальний жилет (також відомий як Individual Tactical Load-Bearing Vest або ITLBV, Tactical Load-Bearing Vest або TLBV, і Load-Bearing Vest M-1988 або LBV88, прийнятий як стандартний в 1988 році в американських збройних силах).
У 1990-х роках розвантажувальні жилети стають стандартним спорядженням в арміях багатьох країн. Можна сказати, що концепція жилета витіснила РПС, як стандартне армійське спорядження. Достоїнства тактичного жилета в порівнянні з РПС в тому, що вони дозволяють розосередити навантаження за більшою площею (не лише на поясі).
Станом на 2022 рік існують поєднанні елементи (наприклад, Modular Tactical Vest) — плитоноска «широкого пошиву» з системою модульної фіксації (наприклад, моллі), так зване явище "два в одному": і плитоноска (бронежилет), і розвантажувальний жилет.